# Mont Mokoto
Le mont Mokoto est le second sommet avec 423 m de l'île de Mangareva aux îles Gambier en Polynésie française. En arriere-plan les îles d'Agakauitai et de Taravai.